# Остров Пескова
О́стров Песко́ва — один из северных островов Большой Курильской гряды. Назван в память о журналисте и натуралисте Василии Михайловиче Пескове. Расположен в Охотском море в 14 метрах к северу от береговой линии острова Атласова.

## Название
Распоряжение Правительства РФ о присвоении названия ранее безымянному острову, подписанное премьер-министром России Дмитрием Медведевым, было опубликовано 17 августа 2016 года. В справке к распоряжению указано, что присвоение названия делается по предложению Сахалинской областной думы, а инициатива присвоения этого наименования принадлежит издательскому дому «Комсомольская правда». Василий Песков много раз бывал на Курилах в ходе научных экспедиций и как путешественник; в 1967 году он написал очерк «Курильские острова».
В июле 2014 года, ещё до официального присвоения имени, экспедицией «Комсомольской правды» на островке была установлена мемориальная доска в память о Пескове. 

## Природа
На острове и на расположенной возле него скале Соседка находятся гнездовья многочисленных морских птиц (чаек, бакланов и топорков).

## История
Симодский трактат 1855 года признал права Российской империи на остров, однако в 1875 году он, как и все находившиеся под российской властью Курилы, был передан Японии в обмен на признание российских прав на Сахалин. В 1875—1945 гг. принадлежал Японии. В 1945 году перешёл под юрисдикцию СССР и включён в состав Сахалинской области РСФСР.